# Dominique Arbiol
Pour les articles homonymes, voir Arbiol.
Dominique Arbiol, née le 20 mars 1965, est une militaire française.
Général de corps aérien, elle est directrice générale de l'École de l'air et commandant de la base aérienne 701 Salon-de-Provence du 1er juillet 2020 au 24 août 2022. Première femme à intégrer la classe préparatoire aux grandes écoles militaires de l'École des pupilles de l'air en 1983, elle est la deuxième femme à diriger une grande école militaire en 2020.
Elle est directrice du Service national et de la jeunesse du 1er décembre 2022 au 31 août 2023.

## Biographie

### Origine et formation
Dominique Arbiol est originaire de Pamiers dans l'Ariège et fille d'un père gendarme. Elle est admise en 1983 au sein de la classe préparatoire aux grandes écoles militaires de l'École des pupilles de l'air, à la faveur de la décision du ministre de la Défense Charles Hernu de permettre aux femmes d'intégrer ces classes. Les locaux de l'école n'ayant pas été adaptés pour accueillir des élèves féminins en pensionnat, elle doit loger dans une caserne des chasseurs alpins et marcher chaque jour trente minutes pour assister aux cours.
Elle passe le concours de l'École de l'air en 1985, mais n'est pas admise du fait des quotas d’admission pour les femmes. Elle choisit donc de devenir sous-officier mécanicien et intègre l'école de formation des sous-officiers de l'Armée de l'air à Nîmes.

### Carrière militaire
Dominique Arbiol devient mécanicienne en système de navigation et d’armement et est affectée à l'escadron de chasse 2/5 Île-de-France où elle vole sur Mirage F1 puis Mirage 2000.
Elle passe ensuite avec succès le concours interne de l'École militaire de l'air en 1989 (promotion Lieutenant Henri Guillaumet), qui permet aux sous-officiers de devenir officiers d'active et dont elle sort major de sa promotion. Elle s'oriente ensuite vers le 
renseignement militaire. Affectée à l'escadron d'instruction en vol 3/13 Auvergne, elle est projetée en mission en Turquie et en Arabie Saoudite, en opération extérieure en Ex-Yougoslavie, en Irak et au Gabon. Ses missions consistent à analyser et exploiter les renseignements reçus, à briefer les pilotes et à mener des missions de reconnaissance.
Dans le cadre de l'enseignement militaire supérieur scientifique et technique, elle entre à l'Institut national des langues et civilisations orientales pour apprendre le russe pendant trois ans. Durant cette période, elle effectue des séjours à Moscou et à Saint Pétersbourg. En 2003, elle réussit le concours du Collège interarmées de Défense. À l'issue de cette période de formation, elle rejoint l'Unité française de vérification, d'abord en tant que chef des opérations au Centre de formation et d’interprétation interarmées de l’imagerie (CF3I) puis comme commandant du Centre militaire d'observation par satellites de Creil. En 2010, elle participe à la fondation du commandement interarmées de l'espace puis est auditrice des 65e session nationale « Politique de défense » et 49e session nationale « Armement et économie de défense » de l'Institut des hautes études de Défense nationale de 2012 à 2013,.
Promue général de brigade aérienne le 1er juillet 2017, elle est nommée sous-chef « synthèse » de l'état-major de l'armée de l'air le 1er septembre suivant, ce qui fait d'elle l'adjoint du major général de l'Armée de l'air et la place en troisième dans la chaîne de commandement de cette armée.
Par décret du 15 juin 2020, Dominique Arbiol est nommée directrice générale de l'École de l'air et commandante de la base aérienne 701 de Salon-de-Provence à compter du 1er juillet suivant. Elle est la première femme nommée à la tête de l'École de l'air,, et la deuxième à diriger une grande école militaire française après le médecin général inspecteur Micheline Chanteloube, directrice de l'École du Service de santé des armées de Lyon de 1985 à 1992. Elle est promue général de division aérienne à compter du 1er septembre 2020.
L'état-major de l'Armée de l'air avait déjà envisagé de la promouvoir au grade de général de division aérienne, mais sa nomination à la tête de l'École de l'air est un choix personnel de la ministre des armées Florence Parly, qui se rend sur la base aérienne 701 Salon-de-Provence le 24 juillet 2020 pour présider la cérémonie de prise de commandement de Dominique Arbiol. Elle quitte son commandement le 24 août 2022 et devient chargée de mission auprès du chef d'état-major de l'armée de l'Air.
Le 2 novembre 2022, elle est nommée en Conseil des ministres directrice du Service national et de la jeunesse à compter du 1er décembre suivant, et élevée aux rang et appellation de général de corps aérien à la même date. Elle quitte ses fonctions le 31 août 2023, étant nommée chargée de mission auprès du major général des armées.
Dominique Arbiol ne souhaite pas que son grade soit féminisé en « générale » et préfère le masculin « général ».

## Grades militaires
- 1er août 1995 : capitaine[24].
- 1er octobre 2000 : commandant[25].
- 1er octobre 2004 : lieutenant-colonel[26].
- 1er septembre 2009 : colonel[27].
- 1er juillet 2017 : général de brigade aérienne[10].
- 1er septembre 2020 : général de division aérienne[17].
- 1er décembre 2022 : général de corps aérien[22].

## Décorations
|  |  |  |
|  |  |  |
|  |  |  |

### Intitulés
- Officier de l'ordre national de la Légion d'honneur en 2017[28] (chevalier en 2008[29]).
- Commandeur de l'ordre national du Mérite en 2022[30] (officier en 2014[31], chevalier en 2004[32]).
- Médaille de l'Aéronautique.
- Croix du combattant.
- Médaille d'Outre-Mer avec agrafe.
- Médaille de la Défense nationale, échelon or, avec trois agrafes.
- Médaille de reconnaissance de la Nation, avec agrafe.
- Médaille de l'OTAN pour l'ex-Yougoslavie.